# Аноплій самарський
Ано́плій сама́рський (Anoplius samariensis) — комаха ряду перетинчастокрилих. Один з бл. 60 видів роду в Палеарктиці; один з 8 видів роду у фауні України.

## Поширення
В Україні зустрічається на півдні, поодинокі особини зареєстровані у лісостеповій зоні.  Зрідка трапляється в Бучацькому районі Тернопільської області. Ареал охоплює Південну і Пд.-Сх. Європу, Північну Африку, Малу Азію, Кавказ, Середню Азію, Далекий Схід.

## Місця перебування
У степовій зоні — ксерофітні ділянки у долинах річок, схилів балок, сухих солончаків. У Лісостепу знайдений на луках.

## Чисельність і причини її зміни
Малочисельний вид. Причини зміни чисельності не з’ясовані.

## Особливості біології
Активний з червня по вересень. Живиться нектаром квіток різних рослин — молочаю, кермеку, моркви дикої. Гніздо з однією коміркою в кінці ходу (глибина до 110 мм) будує в фунті, іноді використовує підповерхневі ходи вовчка. Личинка живиться паралізованим тарантулом, заготовленим для неї самкою.

## Заходи охорони
Вид занесений до Червоної книги України. Охороняється у складі ентомокомплексів Стрільцівського степу (відділ Луганського природного заповідника) та Чорноморського біосферного заповідника. Розмноження у неволі не проводилось.